# ألفرد إي. راينهارد
ألفرد إي. راينهارد (بالإنجليزية: Alfred E. Reinhardt)‏ هو مهندس معماري أمريكي، ولد في 29 ديسمبر 1902 في نيويورك في الولايات المتحدة، وتوفي في 1987.